# Козлов, Анатолий Петрович
Анатолий Петрович Козлов — советский хозяйственный, государственный и политический деятель.

## Биография
Родился в 1900 году в деревне Мягково. Член КПСС с 1918 года.
С 1918 года — на хозяйственной, общественной и политической работе. В 1918—1950 гг. — участник Гражданской войны, ответственный работник ЧК-ОГПУ в Воронежской и Тамбовской областях, работник центрального аппарата ОГПУ в Москве, директор завода «Мосэлектрик», уполномоченный Наркомтяжа, заместитель председателя Совета Народных комиссаров Бурят-Монгольской АССР, директор 1-го Московского механического завода, председатель Курского облисполкома, хозяйственный работник в Москве.
Избирался депутатом Верховного Совета РСФСР 1-го созыва. Делегат XVIII съезда КПСС.
Умер в Москве после 1980 года.